# Liste der Mitglieder der Deutschen Akademie der Naturforscher Leopoldina/1693
Die Liste der Mitglieder der Deutschen Akademie der Naturforscher Leopoldina für 1693 enthält alle Personen, die im Jahr 1693 zum Mitglied ernannt wurden. Insgesamt gab es sechs neu gewählte Mitglieder.

## Mitglieder
| Nr. | Name                            | Beiname          | Geboren       | Aufnahme | Gestorben     | Bild                            |
| --- | ------------------------------- | ---------------- | ------------- | -------- | ------------- | ------------------------------- |
| 197 | Johann Friedrich Joseph Haack   | Archigenes I.    |               | 12. Feb. |               |                                 |
| 198 | Johannes Kunckel von Löwenstern | Hermes III.      | 1638          | 1. Apr.  | 20. März 1703 | Johannes Kunckel von Löwenstern |
| 199 | Johann Nikolaus Seitz           | Moschion I.      | 3. Okt. 1646  | 9. Jul.  |               |                                 |
| 200 | Johann Friedrich Kehrn          | Sethus I.        |               | 24. Jul. |               |                                 |
| 201 | Bernhard Ramazzini              | Hippokrates III. | 4. Okt. 1633  | 10. Sep. | 5. Nov. 1714  | Bernhard Ramazzini              |
| 202 | Vitus Riedlinus                 | Craterus         | 19. März 1656 | 5. Nov.  | 24. Feb. 1724 |                                 |